# روند فان فلانديرن بيلوفتن 2016
روند فان فلانديرن بيلوفتن 2016 (بالهولندية: Ronde van Vlaanderen Beloften 2016 )‏ هو سباق دراجات هوائية، وهو الموسم رقم 21 من السباق، وأقيم في 9 أبريل 2016، وامتدّ لمسافة 166 كيلومتر، وهو أحد سباقات طواف أوروبا للدراجات 2016، وهو من نوع سباق الدراجات، وقد شارك في السباق 160 متسابقاً ووصل إلى نهايته 116 متسابقاً.
فاز فيه بالمركز الأول ديفيد بير، وبالمركز الثاني جوناثان ديبن، وبالمركز الثالث Corentin Ermenault ‏.

## الفرق
| فرق وطنية (25)- منتخب إيطاليا لسباق الدراجات على الطريق للرجال تحت 23 سنة 2016 ‏ - النرويج تحت 23 سنة - منتخب الدنمارك لسباق الدراجات على الطريق للرجال تحت 23 سنة 2016 ‏ - منتخب روسيا لسباق الدراجات على الطريق للرجال تحت 23 سنة 2016 ‏ - فريق فرنسا لركوب الدراجات للرجال تحت 23 سنة 2016 ‏ - منتخب بلجيكا الوطني لسباق الدراجات على الطريق للرجال تحت 23 سنة ‏ - منتخب ألمانيا لسباق الدراجات على الطريق للرجال تحت 23 سنة 2016 ‏ - منتخب أستراليا لسباق الدراجات على الطريق للرجال تحت 23 سنة 2016 ‏ - منتخب النمسا الوطني لسباق الدراجات على الطريق للرجال تحت 23 سنة ‏ - منتخب هولندا لسباق الدراجات على الطريق للرجال تحت 23 سنة 2016 ‏ - منتخب إستونيا لسباق الدراجات على الطريق للرجال تحت 23 سنة 2016‏ - منتخب المملكة المتحدة لسباق الدراجات على الطريق للرجال تحت 23 سنة 2016 ‏ - منتخب إسبانيا لسباق الدراجات على الطريق للرجال تحت 23 سنة 2016 ‏ - منتخب سلوفينيا لسباق الدراجات على الطريق للرجال تحت 23 سنة 2016 ‏ - منتخب سويسرا الوطني لسباق الدراجات على الطريق للرجال تحت 23 سنة ‏ - منتخب أوكرانيا الوطني لسباق الدراجات على الطريق للرجال تحت 23 سنة ‏ - فريق سلوفاكيا لركوب الدراجات 2016‏ - فريق كازاخستان لركوب الدراجات للرجال 2016 ‏ - منتخب الولايات المتحدة لسباق الدراجات على الطريق للرجال تحت 23 سنة 2016 ‏ - فريق اليابان لركوب الدراجات للرجال 2016‏ - فريق كندا لركوب الدراجات للرجال 2016‏ - فريق السويد لركوب الدراجات للرجال‏ - منتخب لاتفيا لسباق الدراجات على الطريق للرجال تحت 23 سنة 2016‏ - فريق جمهورية أيرلندا لركوب الدراجات للرجال‏ - فريق بولندا لركوب الدراجات 2016 ‏ فريق نادي الدراجات- دبليو سي سي تيم ‏ |  |
| |  |

## التصنيف العام النهائي
| التصنيف العام | التصنيف العام       | التصنيف العام    | التصنيف العام           | التصنيف العام     |        |
| الدراج        | الدراج              | البلد            | الفريق                  | الوقت             | السرعة |
| ------------- | ------------------- | ---------------- | ----------------------- | ----------------- | ------ |
| 1.            | ديفيد بير           | سلوفينيا         | سلوفينيا تحت 23         | 4 س 10 دقيقة 18 ث |        |
| 2.            | جوناثان ديبن        | المملكة المتحدة  | المملكة المتحدة تحت 23  | + 0 ث             |        |
| 3.            | Corentin Ermenault ‏ | فرنسا            | فرنسا تحت 23            | + 0 ث             |        |
| 4.            | اموند جروندل يانسن  | النرويج          | النرويج تحت 23          | + 0 ث             |        |
| 5.            | كريستس نيولاندز     | لاتفيا           | لاتفيا تحت 23           | + 0 ث             |        |
| 6.            | Artem Nych ‏         | روسيا            | روسيا تحت 23            | + 0 ث             |        |
| 7.            | أدريان كوستا        | الولايات المتحدة | الولايات المتحدة تحت 23 | + 0 ث             |        |
| 8.            | إيفان غارسيا        | إسبانيا          | إسبانيا تحت 23          | + 14 ث            |        |
| 9.            | دافيد باليريني      | إيطاليا          | إيطاليا تحت 23          | + 14 ث            |        |
| 10.           | سيس بول             | هولندا           | مملكة هولندا تحت 23     | + 14 ث            |        |

## وصلات خارجية
- الموقع الرسمي
- روند فان فلانديرن بيلوفتن 2016 على موقع إحصائيات الدراجات الإحترافية (الإنجليزية)